# Луполова Параскевія Григорівна

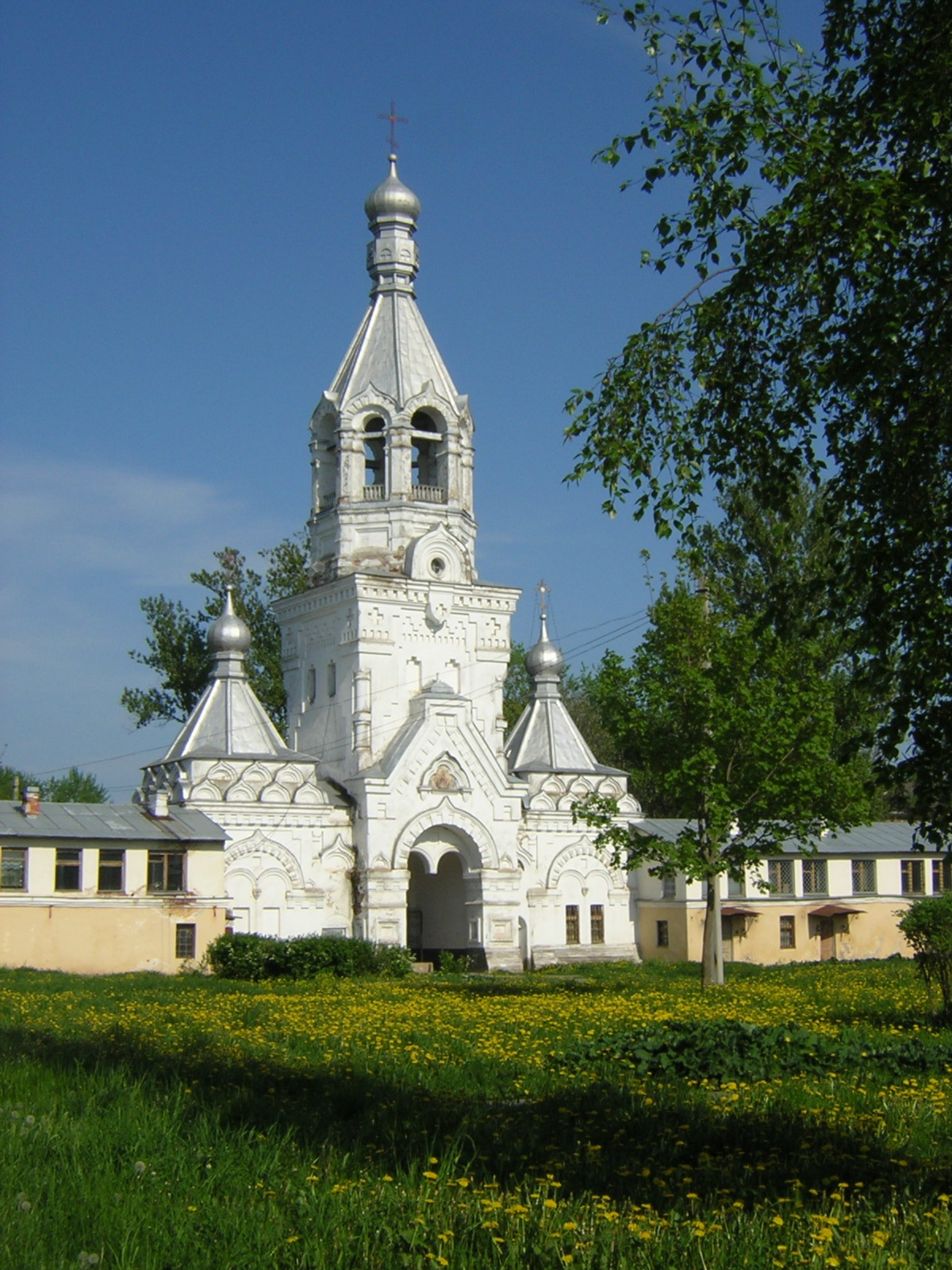
Дзвіниця новгородського храму Різдва Богородиці, біля якого поховали Параскевію Луполову.

Параске́вія Григо́рівна Лу́полова (рос. Праско́вья Григо́рьевна Лу́полова; * 1784, Єлисаветград — † 4 грудня (17 грудня) 1809, Новгород), дочка ішимського засланця, прототип героїні під іменами Єлизавета й Параша Сибірячка в художніх творах західноєвропейських та російських письменників XIX століття.

## Біографічні дані
За матеріалами, поданими в російських виданнях «Северный вестник», «Друг просвещения», «Сионский вестник» і «Московские ведомости», Параскевія (вдома її звали Праскута) народилася в Єлисаветграді, в сім'ї офіцера й дворянина Григорія Луполова. Він був українець і, судячи з прізвища (молдовською «лупул» означає «вовк»), походив із молдован. Служив в Угорському й Чорному гусарських полках російської армії, брав участь у Російсько-турецькій війні 1787—1792 років. 1798 року поручика й полкового скарбника Луполова звинуватили за розтрату двадцяти тисяч рублів. Згідно з рішенням суду, його позбавили дворянства та чинів і заслали до Сибіру. Туди він поїхав разом із дружиною та дочкою. Луполови оселилися в селі Жиляківка, передмісті Ішима, міста в тодішній Тобольській губернії. Родина з трьох осіб провадила убоге господарство. Одержуючи, як засланець, десять копійок добових, батько заробляв ще 3 рублі 50 копійок щомісяця, переписуючи папери в Ішимському земському суді. Дочка наймалася на різноманітні сільські роботи. Зі слів її знайомого, чиновника Івана Петровича Пономарьова, Параскевія була дуже миловидна, порядна дівчина, слухалась батьків, говорила з ними по-українському й була невтомна рукодільниця. Навіть на сільських забавах в'язала панчохи:

| Як зараз бачу, Параскевія бавиться в горюдуба — по-ішимському «в розлуку» — і на бігу в'яже панчоху. Бувало, коли звечоріє, батько та мати Луполови виходять за ворота й, поставивши дашком долоню над підсліпуватими очима, шукають поглядом дочку, що загубилася в натовпі. І, знайшовши її, гукають по-хохлацьки: «Праскуто! Праскуто! Ходи додому». Добра дівчина негайно покидала все й, не нарікаючи, йшла на заклик, тоді як її подруги завжди надували губки, коли доводилось ось так повертатися[5]. Оригінальний текст (рос.) Как сейчас вижу, Прасковья играет в горелки, по-ишимски в разлуку — и на бегу вяжет чулок. Бывало, когда завечереет, отец и мать Лупаловы выйдут за ворота, поищут взглядом, прикрыв худые глаза ладонью, дочь, затерявшуюся в толпе, и найдут ее, окликав по-хохлацки: «Праскута! Праскута! Ходе до дому». Добрая девушка немедля оставляла все и шла на зов без ропота, тогда как подруги ее всегда надували губки при подобном возвращении. |
Проживши п'ять років у Сибіру, Параскевія вирішила попросити помилування батькові в царя Олександра I й піти пішки з Ішима до Петербурга. 8 вересня (21 вересня) 1803, на Різдво Богородиці, вона вирушила в дорогу, взявши з собою рубль та іконку Божої Матері. У паспорті, надісланому з Тобольська, Параскевію Луполову помилково записано «дочкою капітана». Ця подорож тривала майже рік.
Від Ішима до Камишлова Параскевія йшла пішки, годувалася милостинею. Від Камишлова до Єкатеринбурга їхала на підводах. У Єкатеринбурзі нею заопікувалися Тетяна Дмитрівна Метліна і Агафія Федорівна Горбунова, які взяли дівчину на проживання й навчили читати. Навесні Луполова доплила барками до В'ятки й дійшла пішки до Казані. На місяць зупинилась у Хрестовоздвиженському монастирі Нижнього Новгорода, де тоді ігуменею була Дорофея Михайлівна Новикова, і провела два тижні в Москві. 5 серпня (18 серпня) 1804 року Параскевія добралася до Санкт-Петербурга, де їй дієво допомогли графиня Катерина Іванівна Вадковська й княгині Дарія Олександрівна Трубецька, Євдокія Іванівна Голіцина, Тетяна Василівна Юсупова, в якої Параскевія поселилась. Ці аристократки посприяли, щоб Луполовій дали авдієнцію імператриця-вдова Марія Федорівна та імператриця Єлизавета Олексіївна, дружина Олександра І.
З наказу царя справу батька Параскевії розглядав сенатор Осип Петрович Козодавлев — голова комісії з перегляду задавнених кримінальних справ. У результаті 27 грудня 1804 (8 січня 1805) року Григорія Луполова звільнили з заслання й дозволили поселитися на попередньому місці проживання. Чинів і дворянства йому не повернули, а 12 квітня (25 квітня) 1805 року дозволили проживати всюди, крім Москви й Петербурга.
Параскевія стала відомою, про неї писали в російських і зарубіжних газетах та журналах. 1806 року, відбувши прощу до Києво-Печерської лаври, вона виїхала до Нижнього Новгорода  й стала насельницею в Хрестовоздвиженському монастирі. Тут її востаннє відвідали батько та мати. Восени 1809 року, вже хвора на сухоти, Параскевія Луполова перебралася до Десятинного монастиря в Новгороді, де померла 4 грудня (17 грудня) 1809-го, за кілька днів перед тим, як мала прийняти постриг. Похована біля стін церкви Різдва Богородиці, за іншою версією — в підцерков'ї. Цю побудовану в 1397 році церкву серйозно ушкоджено під час Другої світової війни, а в середині 1950-х розібрано на будівельні матеріали. Тому могила Параскевії Луполової не збереглася.

## Слід у культурі
Моральний подвиг Параскевії Луполової викликав великий відгук громадськості й був широко висвітлений у літературі та мистецтві Росії й інших країн. Французька письменниця Софі Коттен зробила її героїнею свого роману фр. Élisabeth ou les Exilés de Sibérie (1806). Роман мав успіх. Переклад російською «Елизавета Л., или Ссыльные в Сибири» витримав п'ять видань (1807, 1808, 1810, 1816, 1824). З'явилися також переклади іншими мовами, зокрема німецькою, англійською, шведською, італійською та іспанською. У 1819-му французький драматург Рене-Шарль Ґільбер де Піксерекур за мотивами твору Коттен написав мелодраму фр. La fille de l'exilé, ou Huit mois en deux heures («Дівчина у засланні, або Вісім місяців за дві години») і поставив її в театрі Théâtre de l'Ambigu-Comique. Цю мелодраму переклав рідною мовою (La figlia dell'esiliato, ossia Otto mesi in due ore) італійський актор Луїджі Маркіонні й у 1820-му поставив на сцені неаполітанського театру Teatro dei Fiorentini. Італійський поет Доменіко Джилардоні взяв за основу цей твір для написання лібрето романтичної опери Гаетано Доніцетті італ. Otto mesi in due ore, ossia Gli esiliati in Siberia («Вісім місяців за дві години, або Засланці в Сибіру»), прем'єра якої відбулася в неапольському театрі Nuovo, 13 травня 1827 року.
До історії Параскевії Луполової звернувся також савойський франкомовний письменник Ксав'є де Метр, написавши повість La Jeune Sibérienne (1825), яку перекладено й опубліковано російською мовою під назвами «Молодая сибирячка» (1840), «Параша Лупалова» (1845). Цілком можливий вплив повісті де Метра на «Капітанську дочку» Олександра Пушкіна (схожість моральних колізій, теми дочірньої відданості та милосердя можновладців). У 2-й половині XIX століття вийшов анонімний роман «Параша Сибірячка» (з часів Катерини Другої), у якому факти біографії Луполової впроваджено в історію головної героїні «Капітанської дочки» Маші Миронової.
Російський письменник Микола Полевой написав п'єсу «Параша-Сибірячка». 17 січня 1840 року відбулася її прем'єра в петербурзькому Олександринському театрі. Головні ролі — Параші та Невідомого — виконували Варвара Асенкова та Василь Каратигін. На виставі був присутній цар Микола Перший з дочкою Марією, яка так зворушилася, що після другого акту їй стало погано.
У цих творах відчуваються доволі виразні вірнопідданські нотки. На початку 1841 року, коли слава Параскевії Луполової як російської подвижниці сягла зеніту, її іронічно згадав Тарас Шевченко в поемі Гайдамаки, пишучи про вибір тематики творчості:
| \| ... Коли хочеш грошей, Та ще й слави, того дива, Співай про Матрьошу, Про Парашу, радость нашу, Султан, паркет, шпори,— От де слава!!! а то співа: “Грає синє море” ... \| |
| ... Коли хочеш грошей, Та ще й слави, того дива, Співай про Матрьошу, Про Парашу, радость нашу, Султан, паркет, шпори,— От де слава!!! а то співа: “Грає синє море” ...       |

З останньої третини дев'ятнадцятого століття й до 1915 року в різних видавництвах друкувалися книжки з жанру так званої лубкової літератури, автори яких адаптували твори Софі Коттен та Ксав'є де Метра й дуже вільно поводилися з долею героїні — Параскевії Луполової. Це, зокрема, «Параша Сибирячка, или
До Бога высоко, а до царя далеко», «Параша сибирячка, или Несчастный „Ох!“, а за несчастного — Бог. Русская народная историческая былина».
П’єсу Полевого використав для лібрето своєї оперети «Сибірячка» український композитор Порфирій Бажанський.
У радянські часи ім'я Луполової забуто. Пам'ять поновилася з початком ХХІ століття. 7 серпня 2004 року в Ішимі встановлено пам'ятник Параскевії Луполовій роботи скульптора В'ячеслава Кликова. На постаменті написано: «рос. Прасковье Луполовой, явившей миру подвиг дочерней любви». 2008 року на Петербурзькій студії документальних фільмів «Кінор» знято фільм «Параша Сибірячка». Кінорежисер — Костянтин Артюхов, автор сценарію — Тетяна Савченкова.

## Зовнішні зв'язки
- «Спасение страны — в самоорганизации русского народа…» Памяти Вячеслава Клыкова [Архівовано 19 лютого 2015 у Wayback Machine.]
- «Размышления у памятника Прасковье Луполовой». Сайт Ишимской епархии [Архівовано 20 лютого 2015 у Wayback Machine.]
- Геннадий Крамор. «Образ Прасковьи Луполовой как духовная доминанта Ишима». Сайт Культурный центр П. П. Ершова в Ишиме [Архівовано 20 лютого 2015 у Wayback Machine.]